# Spring Comunicação
A Spring Comunicação é uma empresa brasileira fundada em 2004. Inicialmente era especializada no mercado editorial, tendo a revista Rolling Stone Brasil como seu principal título, atualmente presta serviços de comunicação como Publicidade, Assessoria de Imprensa e Relações Públicas. Em 2013, anunciou a compra da concessão de TV aberta do Grupo Abril.

## História
A empresa foi lançada em 2004 com a publicação da revista de bordo da TAM Linhas Aéreas, além de participar da adesivagem das aeronaves e da publicidade da marca. Foram lançadas ainda outras revistas customizadas. A Aero Magazine, especializada em aviação e direcionada a pilotos-proprietários e executivos do setor, foi adquirida da Editora Nova Cultural em 2005. Na época era considerada pelo presidente da empresa, José Roberto Maluf, uma revista "luxuosa" com foco em pessoas que "têm possibilidade de comprar um avião". Após uma mudança de direcionamento, a empresa vendeu a Aero Magazine para a Inner Editora. A revista Rolling Stone, sediada nos Estados Unidos, foi relançada no Brasil em 2006 pela Spring. Em maio de 2018, foi anunciado o fim da publicação mensal da revista. A marca passou a ser utilizada somente em redes sociais e eventos, mantendo somente edições impressas especiais. Posteriormente o comando da marca e do portal Rolling Stone Brasil foram repassados à Editora Perfil. Desde então a empresa abandonou o mercado editorial e focou suas ações em serviços especializados de comunicação.

### Compra da Ideal TV
Após ter divulgado a devolução da marca MTV para a empresa americana Viacom, o Grupo Abril anunciou a venda de suas concessões de televisão aberta em agosto de 2013. Em dezembro do mesmo ano o Grupo Spring foi anunciado como comprador da concessão sendo apenas necessária a avaliação pelo Ministério das Comunicações e pelo Conselho Administrativo de Defesa Econômica (Cade). Os valores da venda foram estipulados em R$ 350 milhões realizada pelo banco americano JP Morgan.
No mesmo ano, o canal MTV Brasil foi sucedido pela Ideal TV, que já esteve presente na TV paga em 2009. O BRZ, canal aberto do Grupo Abril presente na parabólica, também passou a transmitir a Ideal. O contrato foi firmado na metade de junho de 2014 e os negócios foram apresentados no dia 17 do mesmo mês.

### Venda da Ideal TV pela Spring Comunicação para o grupo Kalunga
Em junho de 2014, a Kalunga adquiriu participação na Ideal TV. Em dezembro de 2017, a Spring Comunicação vendeu sua participação restante para a Kalunga, tornando-a proprietária integral da emissora.